# Dial „S” for Sonny
Dial „S” for Sonny – album Sonny'ego Clarka wydany przez wytwórnię Blue Note w 1957.
Jest to debiutancki album Clarka jako lidera dla wytwórni Blue Note. Został nagrany 21 lipca 1957 w studiu Rudy'ego Van Geldera w Hackensack.
Płyta jest utrzymana w stylistyce hard bopu. Utwory wykonywane są przez sekstet, z wyjątkiem "Love Walked In", który jest zagrany w trio. Cztery utwory są kompozycjami Clarka, a dwa pozostałe to standardy jazzowe.
Wydanie na CD, które ukazało się w 1997, jest wydane w wersji stereofonicznej, a ponadto zawiera dodatkową wersję utworu "Bootin' It".

## Lista utworów
| 1. | "Dial „S” for Sonny" (Sonny Clark)                        | 7:21  |
|    |                                                           |       |
| 2. | "Bootin' It" (Sonny Clark) wersja mono                    | 5:13  |
|    |                                                           |       |
| 3. | "It Could Happen to You" (Jimmy Van Heusen, Johnny Burke) | 6:56  |
|    |                                                           |       |
| 4. | "Sonny's Mood" (Sonny Clark)                              | 7:35  |
|    |                                                           |       |
| 5. | "Shoutin' on a Riff" (Sonny Clark)                        | 6:41  |
|    |                                                           |       |
| 6. | "Love Walked In" (George Gershwin, Ira Gershwin)          | 5:48  |
|    |                                                           |       |
| 7. | "Bootin' It" (Sonny Clark) wersja stereo                  | 5:12  |
|    |                                                           |       |
|    |                                                           | 44:46 |
|    |                                                           |       |

## Twórcy
- Sonny Clark – fortepian
- Art Farmer – trąbka (utwory 1-5 i 7)
- Curtis Fuller – puzon (utwory 1-5 i 7)
- Hank Mobley – saksofon tenorowy (utwory 1-5 i 7)
- Wilbur Ware – kontrabas
- Louis Hayes – perkusja

## Informacje uzupełniające
- Nadzór wykonawczy – Alfred Lion
- Nadzór wykonawczy nad wydaniem CD – Michael Cuscuna
- Inżynier dźwięku – Rudy Van Gelder
- Remastering cyfrowy – Ron McMaster
- Projekt okładki – Reid Miles
- Tekst na okładce – Robert Levin
- Łączny czas nagrań – 39:34 (LP), 44:46 (CD)